# Molophilus nesioticus
Molophilus nesioticus är en tvåvingeart som beskrevs av Alexander 1953. Molophilus nesioticus ingår i släktet Molophilus och familjen småharkrankar. Inga underarter finns listade i Catalogue of Life.